# Jin (medida)
Un jin (斤) es una unidad de masa tradicional china, que es usada ampliamente en las tiendas y comercios para pesar alimentos.
Un jin equivale formalmente a 604,78982 gramos en Hong Kong, 604,79 gramos en Malasia y 604,8 gramos en Singapur. En otros países el peso ha sido redondeado a 600 gramos (Taiwán y Tailandia). En la China continental, el jin se ha redondeado a 500 gramos.